# Tack för dansen
Tack för dansen är ett TV-program på TV4 som började sändas den  9 januari 2016 med  Thomas Deutgen och Elisa Lindström efter en idé av Thomas Deutgen och  Mathias Otterberg. I varje program medverkar ett svenskt dansband som intervjuas och uppträder. Programmet är tänkt som en dansbandsversion av Här är ditt liv.  I första säsongen medverkade Arvingarna, Larz-Kristerz och Lasse Stefanz. Programmet vann Guldklaven juryns specialpris under 2016.

## Avsnitt

### Säsong 1

#### Lasse Stefanz, 9 januari 2016
- Du försvann som en vind
- Det regnar och regnar (It Keeps Rainin')
- Nere på Söder
- Jackson
- Eva-Lena
- Oh Julie
- Vid en liten fiskehamn
- De sista ljuva åren (akustisk)
- När mitt hjärta slutat slå ("He Stopped Loving Her Today")

#### Arvingarna, 16 januari 2016
- Det svär jag på
- Kyss mig
- Bo Diddley
- Eloise
- Finns det nån annan nu
- Hon kommer med sommaren
- Ta mig tillbaka nu

#### Larz-Kristerz, 23 januari 2016
- Carina
- Purple rain
- Gasen i botten
- Här på landet
- Hjärtat bankar
- Små ord av guld

### Säsong 2

#### Vikingarna (tillfällig återförening), 27 augusti 2016
1. Till mitt eget Blue Hawaii
2. Du är min sommar Marie
3. Du gav bara löften
4. Den stora dagen (akustisk)
5. Till mitt eget Blue Hawaii
6. Hallå (med Norah Sjögren)
7. Kan man älska nå'n på avstånd
8. Livet går ej i repris
9. Leende guldbruna ögon (Beautiful Brown Eyes)

#### Bert Karlsson, 3 september 2016
1. Magnus Carlsson - Kom hem
2. Schytts - Aj, aj, aj
3. Anna Book - Samba Sambero
4. Jan Johansen - Se på mig
5. Afro-Dite - Never Let It Go
6. Jenny Silver - Varje litet ögonkast (Every Little Thing)
7. Magnus Carlsson - Se mig (akustisk)
8. Fame  (tillfällig återförening) - Give Me Your Love
9. Paul Paljett (Paul Sahlin) - Guenerina

#### Wizex, 10 september 2016
1. Kikki Danielsson - Cowboy Yodel Song
2. Anna Sköld - Alla vill till himmelen men ingen vill dö
3. Paula Pennsäter - Djupa vatten
4. Lena Pålsson - Mjölnarens Iréne
5. Kikki Danielsson - Sången skall klinga (akustisk)
6. Kikki Danielsson, Anna Sköld, Paula Pennsäter, Lena Pålsson - Jag måste ge mig av